# Максименко Віталій Миколайович
Віталій Миколайович Максименко (8 липня 1957, Івано-Франківська область) — український дипломат. Заступник директора Протокольного департаменту МЗС України, Надзвичайний і Повноважний Посланник другого класу, почесний професор Прикарпатського національного університету імені Василя Стефаника (2016), Генеральний консул України у Кракові (2010—2015).

## Життєпис
Народився 8 липня 1957 року в селі Старий Мізунь Долинського району Івано-Франківщині. У 1980 році закінчив факультет іноземних мов Івано-Франківського державного педагогічного інституту імені Василя Стефаника. У 2004 році закінчив Львівський регіональний інститут державного управління Національної академії державного управління при Президентові України, магістр державного управління.
У 1980—1997 рр. — на педагогічній роботі в Хмельницькій та Івано-Франківській областях.
З 1997 році — спеціаліст Консульського управління Міністерства закордонних справ України.
У 1997—2000 рр. — віце-консул Генерального консульства України в Кракові.
У 2001—2003 рр. — перший секретар з консульських питань Посольства України в Естонії.
У 2008—2010 рр. — начальник відділу приймання урядових делегацій — Заступник директора Департаменту Державного протоколу МЗС України.
У 2010—2015 рр. — Генеральний консул України у Кракові.

## Дипломатичний ранг
- Надзвичайний і Повноважний Посланник другого класу